# Lützower
Lützower ist ein 1972 produzierter DEFA-Historienfilm. Er wurde von Filmregisseur Werner W. Wallroth nach dem gleichnamigen Theaterstück von Hedda Zinner aus dem Jahr 1955 gedreht, die auch am Szenarium beteiligt war, während Walter Janka als Dramaturg fungierte. Die Filmhandlung ist im Freikorps von Adolf von Lützow während der Befreiungskriege im Frühjahr 1813 angesiedelt, jedoch wird die reale Vergangenheit lediglich als Folie für eine sozialistische patriotische Interpretation genutzt. Trotz aufwändiger technischer, materieller und künstlerischer Gestaltung war dem Film bei der Kritik kein Erfolg beschieden, da die filmische Umsetzung des Bühnenstoffs nicht gelang und die Produktion wie verfilmtes Theater wirkte. Außer in der DDR wurde der Film auch in der ČSSR und Ungarn aufgeführt.

## Handlung
In einer nicht näher bezeichneten sächsischen Kleinstadt im Frühjahr 1813 wird im Haus des Kaufmanns und Ratsherrn Kerstinn ein Komplott gegen die Lützower geschmiedet. Kerstinn und sein Partner Trauberg, der Kerstinns Tochter Marie heiraten will, wollen im Zusammenspiel mit französischen und preußischen Armeedienststellen Major Lützow eine Falle stellen. Damit könnte sich die konservative preußische Armeeführung unruhiger demokratischer und patriotischer Elemente entledigen, die Franzosen der ihnen lästigen „Räuberbande“. Kerstinn und Trauberg erhalten für ihre Vermittlerdienste von den Franzosen als Blutgeld einen Auftrag zur Bekleidungsproduktion für die französische Armee.
Hauptmann Friesen, Lützows Adjutant, plant einen Angriff auf die Stadt, um die im Haus Kerstinn befindliche französische Kriegskasse zu rauben. Die Lützower haben sich als Zivilisten verkleidet, um unerkannt in der Stadt operieren zu können. Im Haus befinden sich drei Sympathisanten der Lützower, von denen Kerstinn und Trauberg nichts ahnen: Kerstinns Tochter Marie, die durch die Schriften Ernst Moritz Arndts aufgeklärt ist und Partei gegen ihren opportunistischen Vater ergreift, Kerstinns Schreiber Püttchen, tatsächlich ein Agent der Lützower, und der französische Sergeant Fleuron, der noch von den Idealen der Französischen Revolution überzeugt ist und mit den deutschen Patrioten sympathisiert. Püttchen und Fleuron erkennen nach einer Weile ihre gemeinsamen Ziele und treffen eine Absprache, so dass der Überfall der Lützower auf die Kriegskasse gelingt. Friesen wird allerdings von den Franzosen gefangen genommen.
Fleuron rettet Friesen vor dem Standgericht und flieht mit ihm zu den Lützowern, wo er dem Freikorps beitritt. Püttchen entdeckt beim Abhören eines Gesprächs zwischen Kerstinn und Trauberg deren Verrat an den Lützowern, klärt Marie darüber auf und flieht mit ihr ebenfalls zu den Lützowern. Marie verkleidet sich dabei als junger Mann und gibt sich bei den Lützowern als Kerstinns Sohn aus.
Obwohl Lützow durch die zeitweise Gefangennahme Traubergs und die Entdeckung des bei ihm versteckten Geheimbriefs ahnt, dass er das Opfer einer Verschwörung seiner Vorgesetzten ist, beruft er sich gegenüber dem kritischen Friesen auf seinen Eid auf den preußischen König. Der Waffenstillstand zwischen den verbündeten Preußen und Russen und den mit den Franzosen verbündeten Rheinbundtruppen ist nun bekannt und Lützow beschließt, zur Elbe zu ziehen, um die Demarkationslinie zu erreichen.
Fleuron geht mit dem franzosenfeindlichen Jäger Knaup auf Patrouille und entdeckt, dass die Franzosen trotz Waffenstillstands einen Überfall auf die Lützower planen, während Lützow die Entwaffnung seiner Truppe gemäß den Waffenstillstandsbedingungen anordnet. Fleuron und Knaup geraten trotz der gefahrvollen Situation durch Knaups Voreingenommenheit in Streit und werden von französischen Soldaten entdeckt, wobei Fleuron angeschossen wird. Doch Knaup gelingt die Rettung des ehemaligen Sergeanten und bringt ihn in ein Bauernhaus, wo ihm die Kugel herausoperiert wird.
Währenddessen warten die Lützower in einem Dorf auf die Rückkehr ihres Unterhändlers, Oberleutnant Röder. Immer mehr Lützower sind wegen des Vorfalls mit Fleuron bereit, gegen die Franzosen zu kämpfen, allen voran Friesen, doch Lützow zögert. Doch Friesen lehnt die Bitte der Lützower ab, anstelle des Majors die Führung der Truppe zu übernehmen und bleibt Lützow gegenüber loyal.
Bei dem Überfall der französischen Truppen stirbt der nunmehrige Feldwebel Püttchen bei der Explosion des Pulverwagens, als dieser von einer Kanonenkugel getroffen wird. Marie erkennt, dass Lützow und Friesen für dieses Desaster die Verantwortung tragen und bleibt angeschossen liegen. Das Schlachtfeld ist übersät mit Lützowern, die massakriert werden. Währenddessen wird Fleuron in einem Bauernhaus von zwei Frauen versorgt. Am Ende des Films galoppieren Lützower vor dem Hintergrund  einer blutigroten Abendsonne, wobei ein Zitat von Friedrich Engels eingeblendet wird:
„… daß wir einen Augenblick als Quelle der Staatsmacht, als souveränes Volk auftraten, das war der höchste Gewinn jener Jahre …“.

## Historischer Hintergrund
Wie schon das Theaterstück, weicht die Filmhandlung deutlich von der realen Geschichte des Freikorps ab. Während die Figur der Marie noch an Eleonore Prochaska angelehnt ist, sind Fleuron, Püttchen u. a. Kunstfiguren; lediglich Major Lützow und Friesen sind reale historische Personen, wobei Friesen zum Zeitpunkt der angenommenen Filmhandlung nicht Adjutant Lützows war. Zwar basieren der Überfall auf die sächsische Kleinstadt (tatsächlich Kahla in Thüringen) und der französische Überfall auf eine Abteilung der Lützower bei Kitzen auf tatsächlichen Vorgängen, doch ist die gemeinsame Verschwörung der sächsischen Tuchhändler und preußischen Generalität zusammen mit den Franzosen als zentraler Handlungsfaden Fiktion. Diese negative Interpretation auch der Person Lützows korrespondierte nicht mit der offiziellen Geschichtsschreibung der DDR und der Traditionsbildung der Nationalen Volksarmee, in der eine Hubschrauberstaffel und ein motorisiertes Schützenregiment nach Lützow benannt waren. Zinner  plädierte jedoch für einen sozialistischen Patriotismus und bezog sich dabei auf das Vorbild der Sowjetunion:
Begriffe wie Vaterland, Nation, Freiheit blieben uns dürr, ohne Lebenskraft oder wurden uns – aufgeplustert mit hohlem Pathos – unbehaglich bis zur Ablehnung. Das war zur Zeit des Wilhelminismus. Im Nazismus erreichte der Mißbrauch seinen Höhepunkt, er wurde zur Travestie. Die Verlogenheit des Nazismus und seine fürchterliche Gefährlichkeit erkannte ich und kämpfte dagegen. Ich mußte fliehen. Als ich in die Emigration ging, erkannte ich durchaus noch nicht die Kraft, die ein Volk aus seiner – richtig gedeuteten – Geschichte schöpfen kann, um zu echtem Nationalbewußtsein, zu wahrhaftem Freiheitsbegriff zu kommen. Das lernte ich erst in der Sowjetunion kennen …
Zitiert bei Hofmann, National-Zeitung vom 24. Oktober 1972

## Kritik
Die Filmkritik bemängelte einhellig die mangelhafte Umsetzung des Bühnenstoffs in das Medium Film. Die Dialoge der Handlungsträger sind an den Jambus des Bühnenstücks von Zinner angelehnt, die einen überaus starken Einfluss auf das Szenarium besaß, auf dem wiederum das Drehbuch basierte. Beklagt wurden sowohl die Schablonenhaftigkeit der Charaktere, die statische Handlung und die Abwesenheit jeglicher Spannung.  Günther Sobe kritisierte in der „Berliner Zeitung“, dass die Einnahme von Kahla im „Spitzweg-Stil“ inszeniert worden sei und sah die Verantwortung dafür beim Drehbuch. Sobe war daher von der Produktion enttäuscht:
… Mir schienen alle Voraussetzungen gegeben, einem gewissen wilden, verwegenen, romantischen Patriotismus zu frönen … Carl Maria von Webers Lützower Jägerchorus wollte mir überdies nicht aus dem Ohr. Das war mein Verhängnis!
Denn nach einem bildlich schönen Vorspann sah ich leider nichts sich in düsteren Reihen herunterziehen, hörte ich leider nicht näher und näher es brausen, keine dareingellenden Hörner erfüllten mir die Seele mit Grausen, sondern etwas ganz anderes, nämlich die bang und bänger mir sich aufdrängende Frage: D a s  war Lützows wilde, verwegene Jagd?
Sobe, Das war Lützows wilde, verwegene Jagd?
Gelobt wurden allerdings die Bildqualität und Kameraführung. Der Film verblieb zwar noch bis zur Auflösung 1992 in den Beständen der Filmbildstellen der DDR, wurde jedoch nach 1990 nicht mehr im Fernsehen ausgestrahlt. Erst am 17. Oktober 2013 war er wieder im MDR-Fernsehen zu sehen.

## Überlieferung
- Im September 2013  veröffentlichte Icestorm Entertainment den Film als DVD.